# Bryum sandii
Bryum sandii là một loài rêu trong họ Bryaceae. Loài này được Dozy & Molk. mô tả khoa học đầu tiên năm 1844.